# Боровце
Боровце (слч. Borovce) насељено је мјесто са административним статусом сеоске општине (слч. obec) у округу Пјештјани, у Трнавском крају, Словачка Република.

## Становништво
| Година:    | 1994. | 2004.   | 2014.   | 2024.    |
| ---------- | ----- | ------- | ------- | -------- |
| Број људи: | 853   | 913     | 1002    | 1211     |
| Разлика:   |       | +7,03 % | +9,74 % | +20,85 % |

| Година:    | 2023. | 2024.   |
| ---------- | ----- | ------- |
| Број људи: | 1197  | 1211    |
| Разлика:   |       | +1,16 % |

Према подацима о броју становника из 2023. године насеље је имало 1.197 становника.